# Route européenne 18
Pour les articles homonymes, voir E18 et Route 18.
Ne doit pas être confondu avec la route européenne 018, située au Kazakhstan.
La route européenne 18 (E18) est une route reliant Craigavon à Saint-Pétersbourg en passant par Oslo, Stockholm et Helsinki.

## Trajet
Craigavon – Belfast – Stranraer – Carlisle – Newcastle – Kristiansand – Drammen – Oslo – Årjäng – Karlstad – Örebro – Västerås – Stockholm – Norrtälje – Kapellskär – Turku/Naantali – Salo – Helsinki – Vantaa – Sipoo – Porvoo – Loviisa – Kotka – Hamina – Vaalimaa - Viipuri – Saint-Pétersbourg,,.

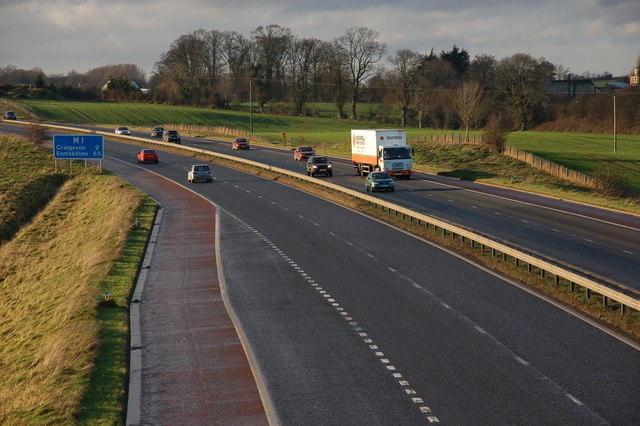
La M1 à proximité de Craigavon, en Irlande.

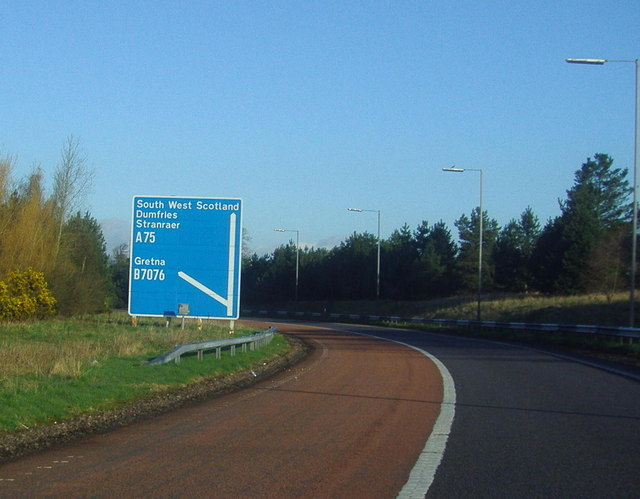
La A75 à proximité de Gretna, en Écosse.

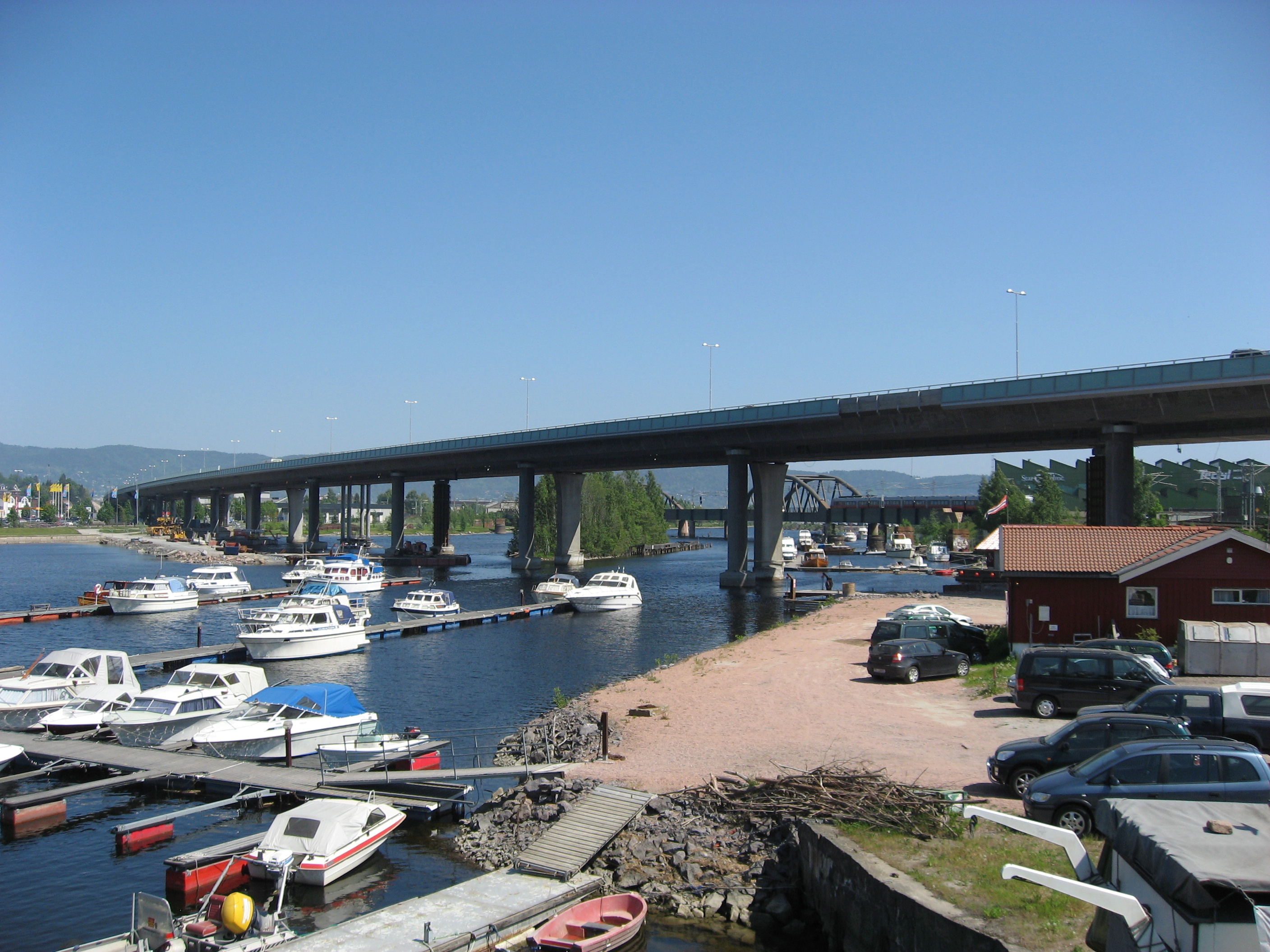
La E18 sur le, en Norvège.

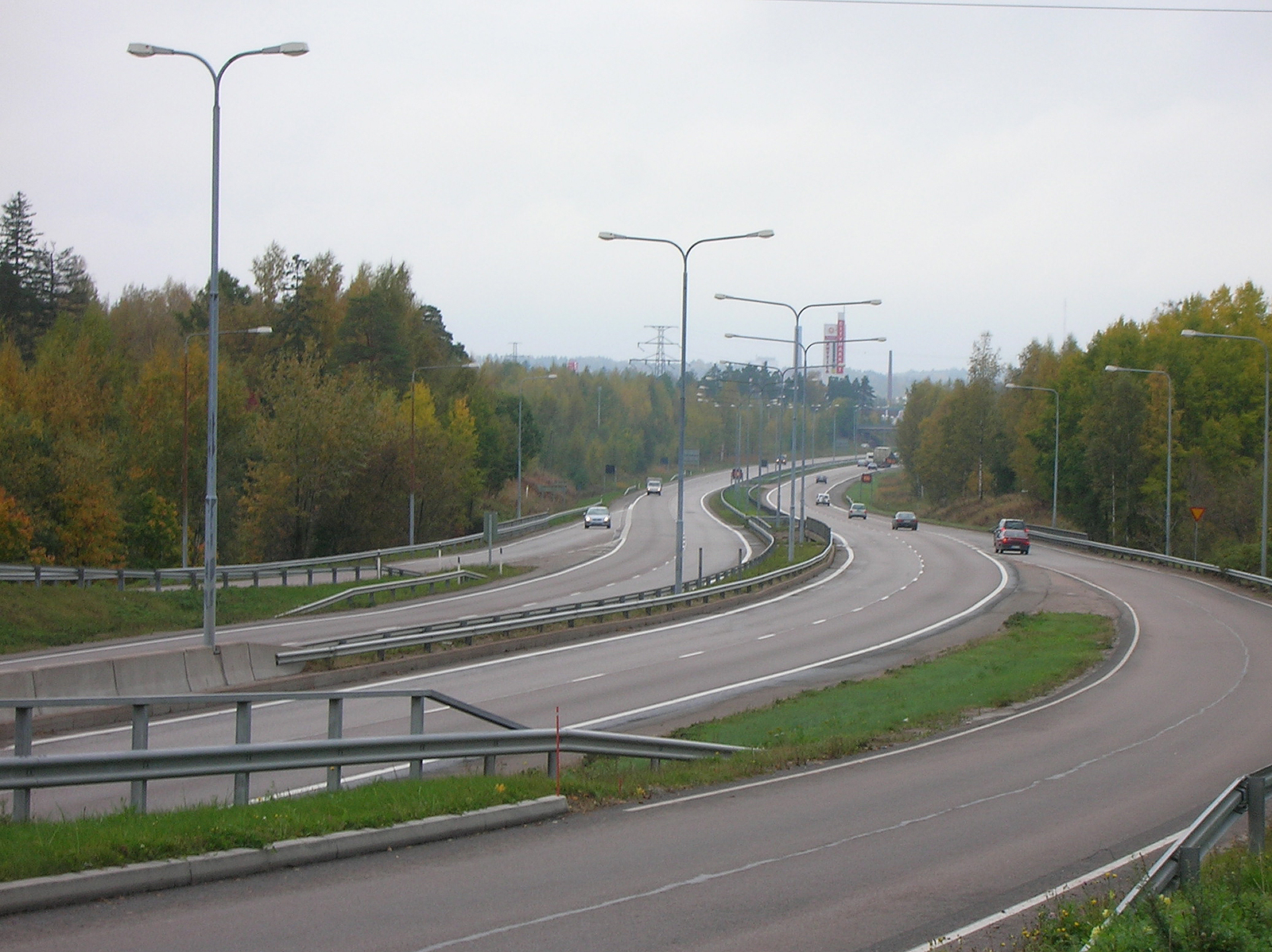
La E18 à Kotka, en Finlande.

## Finlande
Le passage de Suède à Turku/Naantali en Finlande est assuré par les traversiers des compagnies Silja Line et Viking Line. .
En Finlande, la E18 va de Åland par le parcours Naantali – Salo – Vihti – Espoo – Porvoo – Loviisa – Kotka – Hamina – Vaalimaa jusqu'à la frontière entre la Finlande et la Russie.